# Jules Bianchi
Jules Lucien André Bianchi (Nice, 3 augustus 1989 – aldaar, 17 juli 2015) was een Frans autocoureur die in de Formule 1 reed voor het team van Marussia. Hij was een achterneef van de Belgische voormalige Formule 1-coureur Lucien Bianchi. Hij was de peetoom van de Monegaskische Formule 1-coureur Charles Leclerc.

## Carrière
Bianchi startte zijn autosportcarrière met het racen in karting kampioenschappen. In 2007 stapte hij over naar de Franse Formule Renault waar hij in zijn eerste jaar het kampioenschap won. Hij won dat jaar vijf races, vertrok vijf keer vanaf poleposition en zette tien keer de snelste ronde in de race neer.
In 2008 ging hij aan de slag bij het team ART Grand Prix in de Formule 3 Euroseries. Hij won twee races en eindigde op de derde plaats in het kampioenschap. Hij won dat jaar de Masters of Formula 3. In 2009 reed hij een tweede seizoen in deze raceklasse. Dit keer won hij acht races, vertrok vijf keer vanaf poleposition en reed hij zes keer de snelste ronde tijdens de race. Twee manches voor het einde van het seizoen is hij al zeker van de titel. Hij reed datzelfde jaar vier races uit het Britse Formule 3-kampioenschap, waarvan hij er twee won.
Zijn manager was Nicolas Todt, die eveneens manager is van onder meer Felipe Massa en Sébastien Bourdais.
In 2012 reed Bianchi in de Formule Renault 3.5 Series. Hij won drie races en werd tweede in het kampioenschap achter Robin Frijns. De titel werd beslist in de laatste race van het kampioenschap. Deze race finishte hij echter niet, waardoor Robin Frijns, die de race won, ook de uiteindelijke kampioen werd.

### Formule 1
In 2009 testte Bianchi voor Ferrari op het circuit van Jerez in Spanje.
Op 27 januari 2012 maakt het Force India-team bekend dat het Bianchi als testrijder heeft aangenomen, en dat de Fransman bij minstens negen Grote Prijzen aan de bak zal komen, de eerste tijdens de Grand Prix van China.

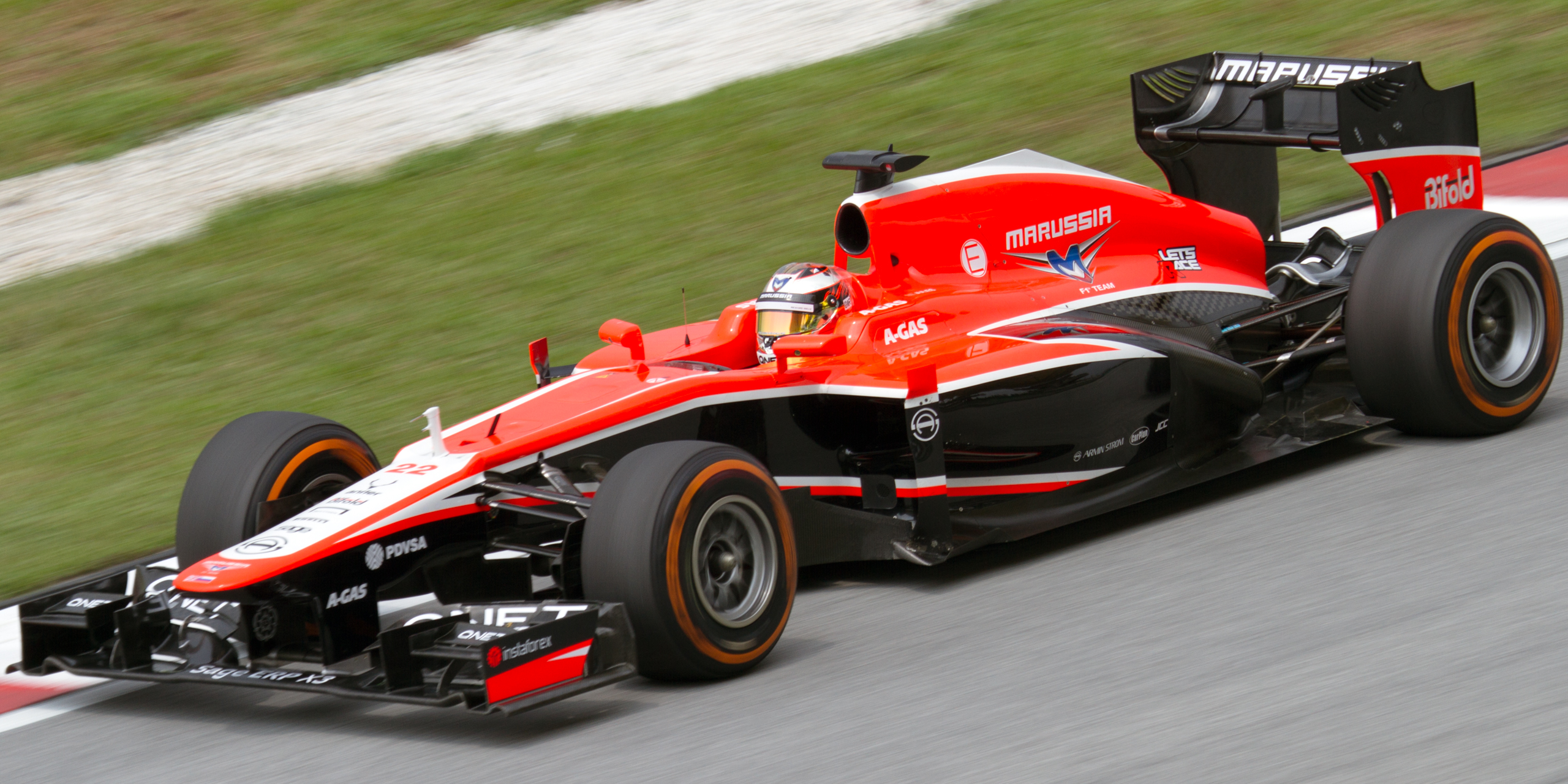
Jules Bianchi in Maleisië met de Marussia

Na lang in beeld te zijn geweest bij Force India voor het tweede stoeltje in 2013, werd op 1 maart 2013 bekendgemaakt dat Bianchi zou gaan rijden voor het Marussia F1 Team naast Max Chilton. Het Russische team had deze positie eerder aangewezen aan de Braziliaan Luiz Razia, maar deze kon niet aan zijn financiële verplichtingen voldoen. Het tweede zitje bij Force India werd bezet door de Duitser Adrian Sutil. Hij behaalde zijn beste resultaat van het seizoen met een dertiende plaats in de tweede race in Maleisië. Mede hierdoor werd Marussia voor het eerst tiende in het constructeurskampioenschap, een plek die het de voorgaande drie jaren aan Caterham moest afstaan.
Op 3 oktober 2013 maakte Marussia bekend dat Bianchi een tweede seizoen bij het team zal rijden. Na een moeilijke start van het seizoen, scoorde hij zijn eerste punten en tevens de eerste punten voor het team tijdens de Grand Prix Formule 1 van Monaco 2014. Oorspronkelijk eindigde hij hier als achtste, maar na een straf van vijf seconden werd hij als negende geklasseerd.

### Fataal ongeluk
Tijdens de door regenval geplaagde Grand Prix Formule 1 van Japan 2014 maakte Bianchi een zware crash. Vanwege aquaplaning gleed de Sauber van Adrian Sutil tijdens de 41ste ronde van de wedstrijd van de weg in de Dunlop-bocht (bocht 7) en crashte in de bandenstapel. Terwijl de marshals bezig waren met een shovel de auto van Sutil weg te halen gleed de Marussia van Bianchi een ronde later op identieke wijze van de baan en crashte daarbij met hoge snelheid tegen de shovel. De safety car neutraliseerde de wedstrijd, die vanwege de ernst van de situatie twee ronden later definitief werd stilgelegd. Bianchi werd bewusteloos per ambulance afgevoerd naar het ziekenhuis. Een CT-scan toonde aan dat Bianchi ernstig hersenletsel had opgelopen.
Bianchi raakte na zijn ongeval in een coma en kwam daarna niet meer bij kennis. Hij werd in november 2014 van een ziekenhuis in Japan overgebracht naar een ziekenhuis in Nice, maar tekenen van vooruitgang waren er al die tijd amper tot niet. In de ochtend van zaterdag 18 juli 2015 bracht zijn familie in een verklaring naar buiten dat Bianchi vrijdagavond 17 juli 2015 in het Centre Hospitalier Universitaire in Nice was overleden. Bianchi was de eerste Formule 1-coureur sinds Ayrton Senna in 1994 die overleed aan de gevolgen van een crash in een Grand Prix van de Formule 1. Uit respect voor Bianchi is het door hem gevoerde startnummer 17 buiten gebruik gesteld in de Formule 1.

## Formule 1-carrière
| Jaar/Jaren    | Team     |
| ------------- | -------- |
| 2013 t/m 2014 | Marussia |

|                       | 2013 | 2014* | Totaal |
| --------------------- | ---- | ----- | ------ |
| Aantal races          | 19   | 15    | 34     |
| Aantal zeges          | 0    | 0     | 0      |
| Aantal pole-positions | 0    | 0     | 0      |
| Aantal snelste ronden | 0    | 0     | 0      |
| Aantal podiumplaatsen | 0    | 0     | 0      |
| Aantal WK-punten      | 0    | 2     | 2      |
| Eindstand WK          | 19   | 17    |        |

### Overzicht Formule 1-carrière
| Seizoen | Inschrijving        | Chassis           | Motor                   | 1      | 2       | 3      | 4      | 5      | 6       | 7       | 8      | 9       | 10     | 11     | 12     | 13     | 14     | 15      | 16     | 17     | 18     | 19     | 20  | Pos | Punten |
| ------- | ------------------- | ----------------- | ----------------------- | ------ | ------- | ------ | ------ | ------ | ------- | ------- | ------ | ------- | ------ | ------ | ------ | ------ | ------ | ------- | ------ | ------ | ------ | ------ | --- | --- | ------ |
| 2012    | Force India F1 Team | Force India VJM05 | Mercedes FO 108Z 2.4 V8 | AUS    | MAL     | CHN TC | BHR    | SPA TC | MON     | CAN     | EUR TC | GBR TC  | DUI TC | HON TC | BEL    | ITA TC | SIN    | JPN     | KOR TC | IND    | ABU TC | VST    | BRA | -   | -      |
| 2013    | Marussia F1 Team    | Marussia MR02     | Cosworth CA2013 2.4 V8  | AUS 15 | MAL 13  | CHN 15 | BHR 19 | SPA 18 | MON DNF | CAN 17  | GBR 16 | DUI DNF | HON 16 | BEL 18 | ITA 19 | SIN 18 | KOR 16 | JPN DNF | IND 18 | ABU 20 | VST 18 | BRA 17 |     | 19  | 0      |
| 2014    | Marussia F1 Team    | Marussia MR03     | Ferrari 059/3 1.6 V6    | AUS NC | MAL DNF | BHR 16 | CHN 17 | SPA 18 | MON 9   | CAN DNF | OOS 15 | GBR 14  | DUI 15 | HON 15 | BEL 18 | ITA 18 | SIN 16 | JPN 20  | RUS    | VST    | BRA    | ABU    |     | 17  | 2      |